# Y Draconis
Y Draconis är en förmörkelsevariabel av Mira Ceti-typ  i stjärnbilden Draken.
Stjärnan varierar mellan magnitud +7,5 och 14,9 med en period av 325,79 dygn.